# Собор Святейшего Сердца Иисуса (Бендиго)
Собор Святейшего Сердца Иисуса — римско-католический кафедральный собор в городе Бендиго, штат Виктория, Австралийский Союз; кафедра епископа Сандхёрста.
Собор Святейшего Сердца Иисуса в Бендиго является третьей по величине церковью Австралии и второй по высоте — после собора Святого Патрика в Мельбурне.
Строительство такого собора в небольшом провинциальном городе стало возможным, во многом, благодаря первому католическому священнику Бендиго — Генри Бакхаусу (1811—1882), немцу из Падерборна. Талантливый как в проповеди, так и в финансовых делах, он умел в годы золотой лихорадки убеждать золотодобытчиков-католиков жертвовать часть доходов в пользу церкви и на строительство будущего собора.
Однако возведение собора длиной 75 и шириной 45 метров началось позже — в 1895 году Мартином Крейном, первым епископом Сандхёрста, был объявлен архитектурный конкурс, который выиграл Уильям Таппин из мельбурнской фирмы «Рид, Барнс и Таппин». Строительство, как это обычно бывает с большими соборами, продолжалось более 80 лет и было завершено в 1977 году. Собор в неоготическом стиле возведён из местного песчаника. Шпиль собора высотой 87 метров представляет собой лёгкую стальную конструкцию, обшитую листами.